# 溫索山
12°12′34″S 75°51′17″W / 12.20944°S 75.85472°W
溫索山（Winsu），是秘魯的山峰，位於該國中南部利馬大區，由米拉弗洛雷斯區和維蒂斯區負責管轄，屬於秘魯中部山脈的一部分，海拔高度5,000米。